# Au-delà de tout soupçon
Au-delà de tout soupçon (Dupla Identidade) est une série télévisée brésilienne produite et diffusée entre le 19 septembre 2014 et le 19 décembre 2014 sur le service de streaming Globoplay.
En France, elle est diffusée le 13 novembre 2023 et le 31 octobre 2024 sur le service de streaming M6+.

## Synopsis
Beau, intelligent et sensible, Edu est le petit ami idéal. Personne ne pourrait imaginer qu'un dangereux psychopathe se cache derrière cette apparence parfaite… 

## Distribution

### Rôles principaux
| Acteur/Actrice         | Personnage                          |
| ---------------------- | ----------------------------------- |
| Bruno Gagliasso        | Eduardo Borges (Edu) / Brian Borges |
| Débora Falabella       | Rayane Gurgel (Ray)                 |
| Marcello Novaes        | Delegado Alexandre Dias (Dias)      |
| Luana Piovani          | Drª. Vera Müller                    |
| Brenda Sabryna         | Tatiana Dias (Tati)                 |
| Marisa Orth            | Silvia Veiga                        |
| Aderbal Freire Filho   | Senador Otto Veiga                  |
| Paulo Tiefenthaler     | Investigador Nelson Pereira         |
| Mariana Nunes          | Dina                                |
| Bernardo Mendes        | Oto Veiga Junior (Junior)           |
| Luana Tanaka           | Elda                                |
| Igor Angelkorte        | Ivan                                |
| Glaucio Gomes          | Assis                               |
| Felipe Hintze          | Cícero                              |
| Thiaré Maia            | Claudia                             |
| Maria Eduarda Miliante | Larissa Gurgel                      |

### Participations spéciales
| Acteur/Actrice     | Personnage                   |
| ------------------ | ---------------------------- |
| Mouhamed Harfouch  | Lucas                        |
| Cris Nicolotti     | Stella                       |
| Valéria Monteiro   | Anna Schumacher (Jornalista) |
| Bárbara Paz        | Ana                          |
| Yanna Lavigne      | Mariana Lima                 |
| Thiago Justino     | Diego                        |
| Dedina Bernardelli | Celina                       |
| Patrícia Elizardo  | Angela Pacheco               |
| Ana Barroso        | Elenice Borges               |
| Henrique Taxman    | Emerson                      |
| Bela Carrijo       | Vítima                       |
| Alexandre Mofati   | Daniel                       |
| Renata Rocha       | Isa                          |
| Rogério Fabiano    | Rodrigo                      |
| Thaísa Machado Mil | Repórter do último capítulo  |
| Adriano Luzzano    | Xavier                       |
| Rafaela Ferreira   | Vítima                       |
| Zé Mário Farias    | João                         |
| Laís Pinho         | Mila                         |
| Selma Lopes        | vizinha de Edu               |
| Vivian Nespoti     | Célia                        |
| Bruno Torres       | Marcello                     |
| Heslaine Vieira    | amiga de Mila                |
| Leonardo Franco    | Juíz                         |

## Épisodes
1. Le tueur aux yeux clairs (A Máscara)
2. Le briquet (O Anonimato do Mal)
3. Mauvais suspects (O Jogo)
4. Un jeu dangereux (Jogando e Aprendendo a Jogar)
5. Eliminer les obstacles (Compulsão)
6. Le message codé (Simples Assim)
7. Soupçons (Xeque!)
8. À la folie (Eu quero, Eu posso)
9. Cartes sur table (Espelho, Espelho Meu...)
10. Le sac à dos (Encurralado)
11. L'œil du cyclone (Sem Saída)
12. L'escalade (O Cerco)
13. Combien, où et comment (Xeque-Mate!)

## Version française
La version française est assurée par Studio Plug-in au Maroc.
Avec les voix de Paul Nguyen, Safia Mjid, Hélène Tran, Eric Cuvelier, Farida Hamou, Serge Barreau, Vanessa Lefebvre, Wahid Lahlou, Hamza Toujiri, Dounia Elmedkouri, Corinne Troisi, Sophie Pastrana, Adrien Caminada, Ines El Ouarga, Anna Fhima, Fanny Dalmau, Abdellah Zelloufi, Hind Houari et Olivier Mutelot.